# Lijst van voetbalinterlands IJsland - Slovenië
Deze lijst van voetbalinterlands is een overzicht van alle officiële voetbalwedstrijden tussen de nationale teams van IJsland en Slovenië. De landen speelden tot op heden vier keer tegen elkaar. De eerste ontmoeting, een vriendschappelijke wedstrijd, werd gespeeld in Ta' Qali (Malta) op 7 februari 1996. Het laatste duel, een kwalificatiewedstrijd voor het Wereldkampioenschap voetbal 2014, vond plaats op 7 juni 2013 in Reykjavik.

## Wedstrijden
| № | Plaats    | Datum           | Competitie           | Wedstrijd          | Uitslag |
| - | --------- | --------------- | -------------------- | ------------------ | ------- |
| 1 | Ta' Qali  | 7 februari 1996 | Vriendschappelijk    | IJsland – Slovenië | 1 – 7   |
| 2 | Limasol   | 5 februari 1998 | Vriendschappelijk    | IJsland – Slovenië | 2 – 3   |
| 3 | Ljubljana | 22 maart 2013   | WK 2014 kwalificatie | Slovenië − IJsland | 1 − 2   |
| 4 | Reykjavik | 7 juni 2013     | WK 2014 kwalificatie | IJsland − Slovenië | 2 − 4   |

## Samenvatting
| Competitie        | Totaal gespeeld | Winst IJsland | Gelijk | Winst Slovenië | Doelsaldo IJsland – Slovenië |
| ----------------- | --------------- | ------------- | ------ | -------------- | ---------------------------- |
| WK-kwalificatie   | 2               | 1             | 0      | 1              | 4 − 5                        |
| Vriendschappelijk | 2               | 0             | 0      | 2              | 3 − 10                       |
| Totaal            | 4               | 1             | 0      | 3              | 7 − 15                       |

## Details

### Eerste ontmoeting
De eerste ontmoeting tussen de nationale voetbalploegen van IJsland en Slovenië vond plaats op 7 februari 1996. Het vriendschappelijke duel, bijgewoond door 450 toeschouwers, werd gespeeld in het Ta' Qali Stadium in Ta' Qali, Malta, en stond onder leiding van scheidsrechter Lawrence Sammut uit Malta. Hij deelde twee gele kaarten uit.
| Vriendschappelijk (Ta' Qali, Malta, 7 februari 1996): |              | |
| IJsland | 1 – 7        | Slovenië |
| Ólafur Thórdarson 40' | goals        | 42' Sašo Udovič 48' Sašo Udovič 57' Sašo Udovič 69' Sašo Udovič 74' Sašo Udovič 79' Matjaž Florjančič 83' Ermin Šiljak                                                       |
| Logi Ólafsson | bondscoach   | Zdenko Verdenik |
| Birkir Kristinsson Lárus Órri Sigurdsson Ólafur Adolfsson Thorsteinn Gudjónsson Sigursteinn Gíslason 62' Sigurdur Jónsson Ólafur Thórdarson Rúnar Kristinsson 75' Thórdur Gudjónsson 55' Helgi Sigurdsson 60' Haraldur Ingólfsson 75' | opstellingen | Boško Boškovič 85' Darko Milanič Robert Englaro 78' Andrej Poljšak Đzoni Novak 78' Aleš Čeh 78' Mladen Rudonja 85' Ermin Šiljak Zlatko Zahovič Matjaž Florjančič Sašo Udovič |
| Arnór Gudjohnsen 55' Eyjólfur Sverrisson 60' Ágúst Gylfason 62' Arnar Grétarsson 75' Rútur Snorrason 75' | wissels      | 78' Franc Cifer 78' Gregor Židan 78' Peter Binkovski 85' Marinko Galič 85' Damjan Gajser                                                                                     |
| | gele kaarten | 58' Darko Milanič 75' Aleš Čeh |

### Tweede ontmoeting
De tweede ontmoeting tussen de nationale voetbalploegen van IJsland en Slovenië vond plaats op 5 februari 1998. Het vriendschappelijke duel, bijgewoond door 200 toeschouwers, werd gespeeld in het Tsirion Athletic Center in Limasol, Cyprus, en stond onder leiding van scheidsrechter Kostas Kapitanis uit Cyprus. Hij deelde één rode kaart uit. Het duel betekende het debuut van Aleksandr Knavs (FC Tirol Innsbruck) en Aljoša Sivko (Publikum Celje) voor Slovenië.
| Vriendschappelijk (Limasol, Cyprus, 5 februari 1998): |              | |
| IJsland | 2 – 3        | Slovenië |
| Ríkharður Daðason 39' Bjarni Guðjónsson 87' | goals        | 36' Zlatko Zahovič 65' (pen.) Zlatko Zahovič 67' Andrej Poljšak |
| Gudjón Thórdarson | bondscoach   | Bojan Prašnikar |
| Kristján Finnbogason Sigurdur Jónsson Eyjolfur Sverrisson 63' Pétur Marteinsson Helgi Kolvidsson Hermann Hreiðarsson Brynjar Gunnarsson 71' Arnar Grétarsson 55' Arnar Gunnlaugsson Rikhardur Dadason 71' Thordur Gudjónsson. Bondscoach | opstellingen | 46' Marko Simeunovič Aleš Križan 73' Marinko Galič 46' Miran Srebrnič Mladen Rudonja 46' Rudi Istenič 90' Alfred Jermaniš 88' Igor Benedejčič Miran Pavlin Ermin Šiljak Zlatko Zahovič |
| Bjarki Gunnlaugsson 55' Lárus Orri Sigurdsson 63' Bjarni Guðjónsson 71' Steinar Adolfsson 71' Ólafur Gottskálksson Einar Thór Daníelsson Gunnlaugur Jónsson Sverrir Sverrisson                                                           | wissels      | 46' Mladen Dabanovič 46' Andrej Poljšak 46' Aleš Čeh 73' Amir Karič 88' Aljoša Sivko 90' Aleksandr Knavs                                                                               |
| Brynjar Gunnarsson 38' Sigurdur Jónsson 65' | gele kaarten | 60' Alfred Jermaniš 70' Amir Karič |
| Arnar Gunnlaugsson 82' | rode kaarten | |

### Derde ontmoeting
De derde ontmoeting tussen de nationale voetbalploegen van IJsland en Slovenië vond plaats op 22 maart 2013. Het WK-kwalificatieduel, bijgewoond door 6.000 toeschouwers, werd gespeeld in het Stožicestadion in Ljubljana, Slovenië, en stond onder leiding van scheidsrechter Stavros Tritsonis uit Griekenland. Hij deelde vier gele kaarten uit.
| WK 2014 kwalificatie (Ljubljana, Slovenië, 22 maart 2013): |              | |
| Slovenië | 1 – 2        | IJsland |
| Milivoje Novakovič 34' | goals        | 55' Gylfi Sigurðsson 78' Gylfi Sigurðsson |
| Srečko Katanec | bondscoach   | Lars Lagerbäck |
| Samir Handanovič Branko Ilić Boštjan Cesar Mišo Brečko Bojan Jokić Rene Krhin 80' Aleksander Radosavljevič Jasmin Kurtić Milivoje Novakovič Valter Birsa 52' Zlatan Ljubijankič 65'       | opstellingen | Hannes Halldórsson Ragnar Sigurðsson Birkir Sævarsson Sölvi Ottesen 76' Emil Hallfreðsson Aron Gunnarsson Birkir Bjarnason Ari Skúlason Gylfi Sigurðsson 46' Alfred Finnbogason 90' Kolbeinn Sigþórsson       |
| Dejan Lazarevič 52' Tim Matavž 65' Zlatko Dedič 80' Jan Oblak Jasmin Handanovič Aleksander Rajčevič Marko Šuler Andraž Struna Dominic Maroh Goran Cvijanovič Aleš Mertelj Armin Bačinovič | wissels      | 46' Jóhann Gudmundsson 76' Eiður Guðjohnsen 90' Helgi Daníelsson Ögmundur Kristinsson Gunnleifur Gunnleifsson Steinþór Þorsteinsson Hallgrímur Jónasson Hólmar Eyjólfsson Arnór Adalsteinsson Ólafur Skúlason |
| Milivoje Novakovič 29' | gele kaarten | 57' Sölvi Ottesen 69' Jóhann Gudmundsson 90' Gylfi Sigurdsson |

### Vierde ontmoeting
| WK 2014 kwalificatie (Reykjavik, IJsland, 7 juni 2013): |              | |
| IJsland | 2 – 4        | Slovenië |
| Birkir Bjarnason 22' Alfreð Finnbogason 26' (pen.) | goals        | 11' Andraž Kirm 31' (pen.) Valter Birsa 61' Boštjan Cesar 85' Rene Krhin                                                                                        |
| Lars Lagerbäck | bondscoach   | Srečko Katanec |
| Hannes Halldórsson Birkir Sævarsson 84' Ragnar Sigurðsson Birkir Bjarnason Kári Árnason Helgi Daníelsson Aron Gunnarsson 52' Emil Hallfreðsson 63' Kolbeinn Sigþórsson Ari Skúlason Alfreð Finnbogason | opstellingen | Samir Handanović Mišo Brečko Boštjan Cesar Branko Ilič Bojan Jokić Rene Krhin Jasmin Kurtič 90' Valter Birsa Andraž Kirm 87' Milivoje Novakovič 73' Kevin Kampl |
| Eiður Guðjohnsen 52' Rúrik Gíslason 63' Gunnar Þorvaldsson 84' | wissels      | 73' Aleksandar Radosavljevič 87' Tim Matavž 90' Andraž Struna                                                                                                   |
| Birkir Sævarsson 45+1' Kolbeinn Sigþórsson 72' | gele kaarten | 25' Branko Ilič 43' Boštjan Cesar 86' Rene Krhin |

KSÍ · A-internationals · Bondscoaches · Statistieken · IJslands vrouwenelftal · Olympisch elftal · IJsland U21 · IJsland U20 · IJsland U19 · IJsland U18 · IJsland U17 · IJsland U16 · Vrouwen U17
1946 – 1949 · 1950 – 1959 · 1960 – 1969 · 1970 – 1979 · 1980 – 1989 · 1990 – 1999 · 2000 – 2009 · 2010 – 2019 · 2020 − 2029
EK 2016
WK 2018
1946 · 1947 · 1948 · 1949 · 1950 · 1951 · 1952 · 1953 · 1954 · 1955 · 1956 · 1957 · 1958 · 1959 · 1960 · 1961 · 1962 · 1963 · 1964 · 1965 · 1966 · 1967 · 1968 · 1969 · 1970 · 1971 · 1972 · 1973 · 1974 · 1975 · 1976 · 1977 · 1978 · 1979 · 1980 · 1981 · 1982 · 1983 · 1984 · 1985 · 1986 · 1987 · 1988 · 1989 · 1990 · 1991 · 1992 · 1993 · 1994 · 1995 · 1996 · 1997 · 1998 · 1999 · 2000 · 2001 · 2002 · 2003 · 2004 · 2005 · 2006 · 2007 · 2008 · 2009 · 2010 · 2011 · 2012 · 2013 · 2014 · 2015 · 2016 · 2017 · 2018 · 2019 · 2020 · 2021 · 2022 · 2023 · 2024
Albanië ·
Andorra ·
Argentinië ·
Armenië ·
Azerbeidzjan ·
Bahrein ·
België ·
Bermuda ·
Bolivia ·
Bosnië en Herzegovina ·
Brazilië ·
Bulgarije ·
Canada ·
Chili ·
China ·
Cyprus ·
Denemarken ·
DDR ·
Duitsland ·
El Salvador ·
Engeland ·
Estland ·
Faeröer ·
Finland ·
Frankrijk ·
Georgië ·
Ghana ·
Griekenland ·
Guatemala ·
Honduras ·
Hongarije ·
Ierland ·
India ·
Iran ·
Israël ·
Italië ·
Japan ·
Kazachstan ·
Koeweit ·
Kosovo ·
Kroatië ·
Letland ·
Liechtenstein ·
Litouwen ·
Luxemburg ·
Malta ·
Mexico ·
Moldavië ·
Montenegro ·
Nederland ·
Nigeria ·
Noord-Ierland ·
Noord-Macedonië ·
Noorwegen ·
Oeganda ·
Oekraïne ·
Oostenrijk ·
Peru · 
Polen ·
Portugal ·
Qatar ·
Roemenië ·
Rusland ·
San Marino ·
Saoedi-Arabië ·
Schotland ·
Slovenië ·
Slowakije ·
Sovjet-Unie ·
Spanje ·
Trinidad en Tobago ·
Tsjechië ·
Tsjecho-Slowakije ·
Tunesië ·
Turkije ·
Venezuela ·
Verenigde Arabische Emiraten ·
Verenigde Staten ·
Wales ·
Wit-Rusland ·
Zuid-Afrika ·
Zuid-Korea ·
Zweden ·
Zwitserland
Argentinië (2018) ·
Engeland (2016) · 
Hongarije (2016) ·
Kroatië (2018) ·
Nigeria (2018) · 
Portugal (2016)
NZS · A-internationals · Bondscoaches · Selecties · Statistieken · Sloveens vrouwenelftal · Olympisch elftal · Slovenië U21 · Slovenië U20 · Slovenië U19 · Slovenië U18 · Slovenië U17 · Slovenië U16
1991 – 1999 ·
2000 – 2009 ·
2010 – 2019 ·
2020 − 2029
EK's: 1996 · 
2000 · 
2004 · 
2008 · 
2012 · 
2016 · 
2020 · 
2024
WK's: 1998 · 
2002 · 
2006 · 
2010 · 
2014 · 
2018 ·
2022
1991 · 
1992 · 
1993 · 
1994 · 
1995 · 
1996 · 
1997 · 
1998 · 
1999 · 
2000 · 
2001 · 
2002 · 
2003 · 
2004 · 
2005 · 
2006 · 
2007 · 
2008 · 
2009 · 
2010 · 
2011 · 
2012 · 
2013 · 
2014 · 
2015 · 
2016 · 
2017 · 
2018 ·
2019 ·
2020 ·
2021 ·
2022 ·
2023 ·
2024
Albanië ·
Algerije ·
Argentinië ·
Armenië ·
Australië ·
Azerbeidzjan ·
België ·
Bosnië en Herzegovina ·
Bulgarije ·
Canada ·
China ·
Colombia ·
Cyprus ·
Denemarken ·
Duitsland ·
Engeland ·
Estland ·
Faeröer ·
 Finland ·
Frankrijk ·
Georgië ·
Ghana ·
Gibraltar ·
Griekenland ·
Honduras ·
Hongarije ·
IJsland ·
Israël ·
Italië ·
Ivoorkust ·
Joegoslavië ·
Kazachstan ·
Kosovo ·
Kroatië ·
Letland ·
Litouwen ·
Luxemburg ·
Malta ·
Mexico ·
Moldavië ·
Montenegro ·
Nederland ·
Nieuw-Zeeland ·
Noord-Ierland ·
Noord-Macedonië ·
Noorwegen ·
Oekraïne ·
Oman ·
Oostenrijk ·
Paraguay ·
Polen ·
Portugal ·
Qatar ·
Roemenië ·
Rusland ·
San Marino ·
Saoedi-Arabië ·
Schotland ·
Servië ·
Servië en Montenegro ·
Slowakije ·
Spanje ·
Trinidad en Tobago ·
Tsjechië ·
Tunesië ·
Turkije · 
Uruguay ·
Verenigde Arabische Emiraten ·
Verenigde Staten ·
Wales ·
Wit-Rusland ·
Zuid-Afrika ·
Zweden ·
Zwitserland
Algerije (2010) · 
Engeland (2010) · 
Paraguay (2002) · 
Spanje (2002) · 
Verenigde Staten (2010) · 
Zuid-Afrika (2002)